# Bentham (North Yorkshire)
Koordinaten: 54° 7′ N, 2° 31′ W

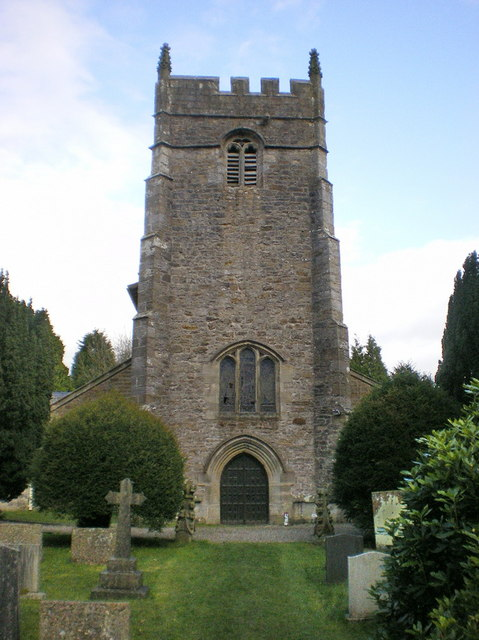
Kirche St John the Baptist, Bentham

Bentham ist ein Ort mit 3027 Einwohnern (2011) und eine Civil parish in North Yorkshire in England. Der Ort besteht aus den Ortsteilen High Bentham (gelegentlich auch Higher Bentham), das oft als Bentham generell bezeichnet wird und dem westlich davon gelegenen Low Bentham (54° 7′ N, 2° 32′ W).

## Geschichte
Die ältesten Siedlungsspuren wurden in Low Bentham gefunden. Eine römische Straße führte an dem heutigen Ort vorbei. Im Westturm der St. John the Baptist Kirche aus dem 15. Jh. wurde ein angelsächsisches Kreuz aus dem 8. Jh. entdeckt, das eine entsprechend Besiedlung anzeigt. Die Kirche St. John the Baptist selbst wird bereits 1086 im Domesday Book erwähnt. Die Kirche, die heute ein Grade-II*-Monument ist, wurde im 19. Jh. stark umgebaut.
König Edward I verlieh der Civil parish von Bentham 1306 das Marktrecht, ein Markt wurde aber in Burton-in-Lonsdale abgehalten und erst später nach Bentham verlegt.
Seit 1750 wurde in High Bentham die erste Wollspinnerei gegründet, der bald andere folgten, die alle die Lage des Ortes am River Wenning für den Betrieb ihrer Maschinen ausnutzten. Bekannt wurde die Spinnereien und Webereien des Ortes durch eine Erfindung des Einheimischen George Phillipson dessen Webstuhl es möglich machte Feuerwehrschläuche zu weben, die noch heute in Bentham produziert werden.

## Verkehr
Bentham besitzt seit 1850 einen Bahnhof an der Eisenbahnstrecke Leeds–Morecambe am südlichen Rand des Ortsteils High Bentham und als Bahnhof Bentham bezeichnet wird. Der Bahnhof von Low Bentham an derselben Strecke wurde geschlossen.